# Міра Гаусдорфа
Міра Гаусдорфа — збірна назва класу мір, визначених на борелівській {\displaystyle \sigma }-алгебрі {\displaystyle {\mathcal {B}}(X)} метричного простору {\displaystyle X}.

## Визначення
Ф. Гаусдорф розглядав  деякий клас {\displaystyle {\mathcal {U}}} відкритих множин {\displaystyle X}, на якому визначив невід'ємну функцію {\displaystyle l=\{l(A)\mid A\in {\mathcal {U}}\}} і
{\displaystyle \lambda (B,\;\varepsilon )=\inf \left\{\sum _{i=1}^{n}l(A_{i})\right\},}
де нижня межа береться по всіх скінченних або зліченних покриттях борелівської множини {\displaystyle B\subset X} множинами з {\displaystyle {\mathcal {U}}} з діаметром, що не перевищує {\displaystyle \varepsilon }, тобто
{\displaystyle B\subset \bigcup _{i=1}^{n}A_{i}\in {\mathcal {U}}}
і
{\displaystyle \mathrm {diam} \,A_{i}\leqslant \varepsilon ,\quad n=1,\;2,\;\ldots }
Мірою Гаусдорфа {\displaystyle \lambda }, що визначається класом {\displaystyle {\mathcal {U}}} і функцією {\displaystyle l}, називається межа
{\displaystyle \lambda (B)=\lim _{\varepsilon \to 0}\lambda (B,\;\varepsilon ).}

## Приклади
1. Нехай {\displaystyle {\mathcal {U}}} — сукупність всіх куль на {\displaystyle X}, a {\displaystyle l(A)=(\mathrm {diam} \,A)^{\alpha }}, де {\displaystyle \alpha >0}. Тоді відповідна міра {\displaystyle \lambda } буде називатися {\displaystyle \alpha }-мірою Гаусдорфа. При {\displaystyle \alpha =1} така міра буде називатися лінійною мірою Гаусдорфа, а при {\displaystyle \alpha =2} — пласкою мірою Гаусдорфа.
2. Якщо {\displaystyle X=\mathbb {R} ^{n+1}}, {\displaystyle {\mathcal {U}}} — сукупність циліндрів з кульовими основами і осями, паралельними до напрямку осі {\displaystyle x_{n+1}} и {\displaystyle l(A)} рівна {\displaystyle n}-мірному об'єму осьового перерізу циліндра {\displaystyle A\in {\mathcal {U}}}, то відповідна міра Гаусдорфа називається циліндричною мірою.